# Râul Ortelec
Râul Ortelec este un râu din România, afluent al râului Agrij. 